# Ca$h (2008)
Ca$h ist ein Heist-Movie von Éric Besnard aus dem Jahr 2008.

## Handlung
Der Film beginnt mit einer länger zurück liegenden Szene, bei der der Bruder des Gauners und Gentlemen Cash erschossen wird. Aktuell ist Cash gerade dabei, einen Falschgeld-Deal vorzutäuschen, während die Europol-Agentin Julia Molina ihn dabei beobachtet. Sie bringt Cash dazu, ihr Zugang zu dem größeren Gangster Maxime zu verschaffen. Dieser plant einen Raubzug auf Diamanten in einem Luxushotel an der Côte d’Azur und bezieht Cash und Julia in die Unternehmung mit ein. Julia handelt auf eigene Rechnung. Am Ende wird der Tod des Bruders von Cash gerächt.

## Kritiken
„Die französische Komödie CASH bietet nahezu alles was man von einer Gaunerkomödie erwartet: Charmante Charaktere, viel Humor, gute Darsteller, eine edle Inszenierung, sowie die intelligente Vorbereitung und Durchführung eines großen Dings. Dass dabei einige Dinge etwas konstruiert wirken, kann die Freude des Zuschauers nicht im Geringsten trüben.“

„Obwohl die französische Thrillerkomödie hierzulande nur auf DVD erschien, kann sie ähnlichen US-Kinohits wie „Ocean’s Eleven“ oder „Die Unfassbaren“ in puncto Stil und Grips das Wasser reichen. Der gewitzte Höhepunkt des Films ist eine wunderbar selbstironische Split-Screen-Sequenz, in der die Bande einen heiklen Diamantenraub vor ihrem geistigen Auge ablaufen lässt. Fazit: Hier wird geschwindelt, bis uns schwindelig wird.“

„In der Tradition von Der Clou (1973) mit dem unwiderstehlichen Duo Paul Newman und Robert Redford legt der Franzose Eric Besnard nach fast zehnjähriger Regie-Abstinenz ein rasantes Verwirrspiel höchst wandelbarer Ganoven vor, die zu keiner Minute vergessen, ganz Gentleman beziehungsweise Femme Fatale zu sein. In seinem Bemühen, die Schraube der gegenseitigen Intrigen noch
schneller zu drehen und weiter anzuziehen als seine Vorbilder, schießt Besnard jedoch etwas über das Ziel hinaus, so dass man irgendwann die Lust verliert, das Ränkespiel noch weiter durchschauen zu wollen.“

„Unterhaltsame Kriminalkomödie voller überraschender Charaden. In den betonten Übertreibungen der Inszenierung liegt der eigenwillige Charme des Films.“